# Chengdu-Sports-Center-Stadion
Das Chengdu-Sports-Center-Stadion (chinesisch 成都体育中心, Pinyin Chéngdū tǐyù zhōngxīn) ist ein multifunktionelles Stadion in Chengdu, Volksrepublik China mit einer Kapazität von 40.000 Plätzen. Zurzeit ist Fußball die am häufigsten ausgetragene Veranstaltung im Stadion. Der Verein Chengdu Blades trägt hier seine Heimspiele aus. Das Stadion wurde 1991 gebaut und diente 2007 als Austragungsort für Spiele der Frauenfußball-Weltmeisterschaft.